# Kišin Šinojama

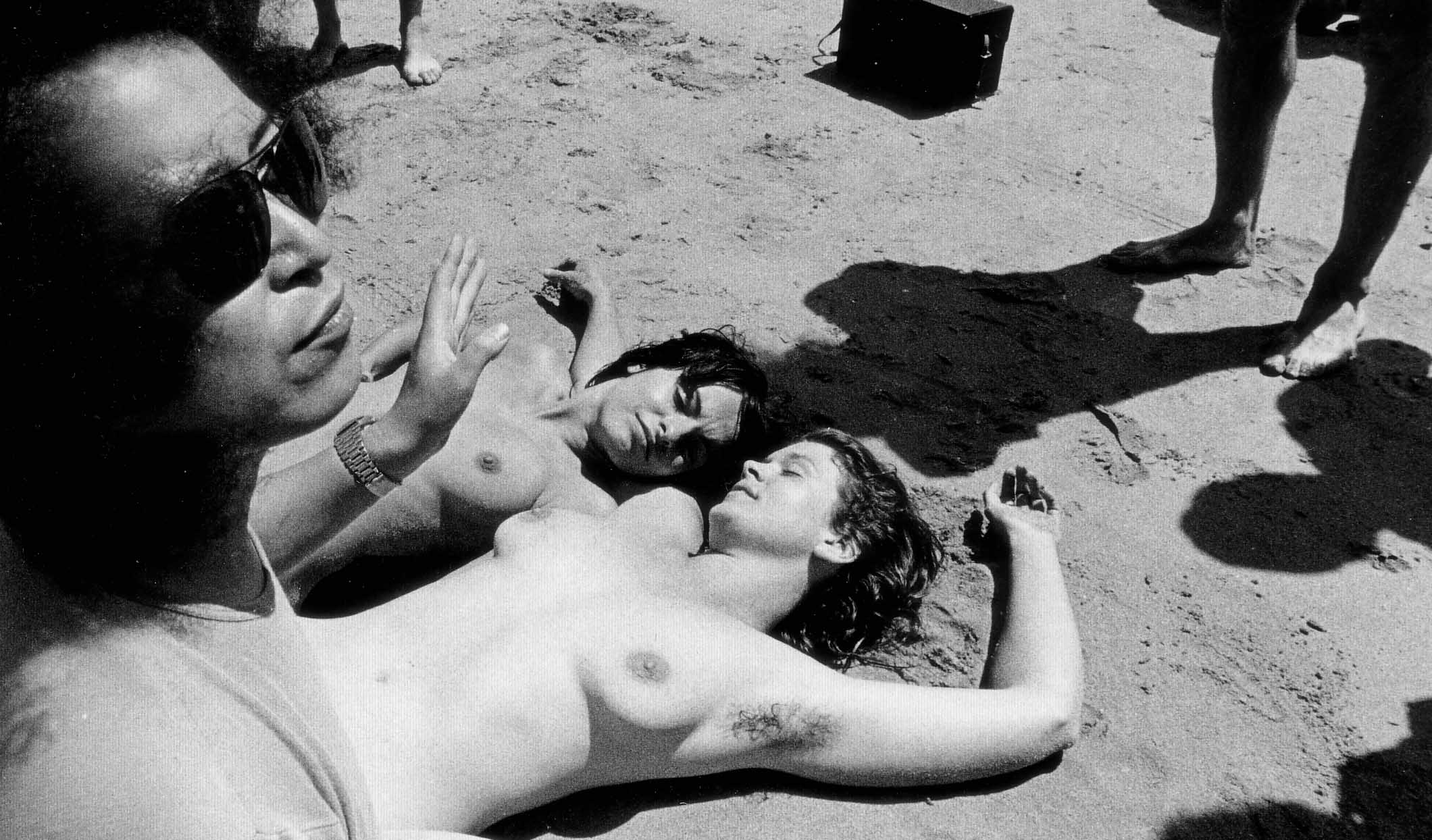
Šinojama během workshopu ve Francii, 1975

Kišin Šinojama (篠山 紀信) (3. prosince 1940, Šindžuku, Tokio, Japonsko – 4. ledna 2024, Tokio) byl japonský fotograf známý svými portréty a dívčími akty.

## Život a dílo
Je druhým synem Akinobu Šinojama, hlavního budhistického kněze chrámu Enšodži, Šindžuku Ward v Tokiu. V roce 1944, když byly Šinojamovi čtyři roky, byl jeho otec zabit.
Absolvoval katedru fotografie na Filozofické fakultě Univerzity Nihon Daigaku. V roce 1961, ještě během studií, začal pracovat pro agenturu Light Publicity. Existuje anekdota, že si na svých bedrech přinesl Hasselblad 500C a Linhof, které byly v té době velmi drahé, aby vypadal jako fotograf. Ve stejném roce získal první cenu Japonské asociace reklamních fotografů. Po ukončení studií v roce 1963 působil jako fotograf na volné noze. Vydal celou řadu knih většinou zaměřených na fotografie dívek, jak oblečených, tak většinou svlečených a nahých.
V roce 1965 publikoval „Acui nikutai“ („Horké maso“). Následující rok obdržel cenu „New Artist Award“ od „Photography Critics Association of Japan“ (Nihon šašin hihjóka kjókai). V roce 1968 opustil společnost Light Publishing Co. Po své samostatné výstavě s názvem „Tandžó“ (誕生 „Narození“) ve stejném roce se mu dostalo ještě větší pozornosti díky cyklu „Ši no tani“ („Údolí smrti“). Na výstavě „photokina“ představil sérii „Nude“ a získal výroční cenu „Japonské společnosti profesionálních fotografů“ (Nihon shashinka kyōkai).
Dne 10. listopadu 2009 byl stíhán policií pro podezření z veřejných obscénností. To přišlo kvůli fotografiím aktů dvou žen, které pořizoval na veřejnosti v srpnu 2008 pro svou knihu 20XX TOKYO.
Vzal si Saori Minamiovou, se kterou mají syna herce Akinoba Šinojamu.
Šinojama byl známý svými nesčetnými portrétními sériemi hereček, včetně jeho fotografií aktů. Navrhl také řadu obalů na desky. Mezinárodně se proslavil portréty hudebníka Beatles Johna Lennona a jeho manželky Yoko Ono a také fotografiemi spisovatele Jukia Mišimy, zpěvačky Momoe Jamaguči, herečky Rie Mijazawy a herce kabuki Tamasaburóa Bandóa V.
Kišin Šinojama zemřel v Tokiu dne 4. ledna 2024 v 83 letech.

## Knihy

### Knihy obsahující díla Šinojamy
Vybraná díla:
- (japonsky) Kišin no teitaku: Sá Džon Són Bidžucukan (Galerie sira Johna Soane'a. Tokio: Rokujóša, 1989. ISBN 978-4-89737-011-8. Text: Arata Isozaki, detailní studie Sir John Soane's Museum (Londýn).
- Santa Fe. Tokio: Asahi Šuppanša, 1991. ISBN 4-255-91046-4. Rie Mijazawa, akty (viz Santa Fe).
- (anglicky) The Painter's House: Balthus at the Grand Chalet. Te Neues, 2000. ISBN 978-3-8238-5472-2. Fotografie velkého domu Balthusovy rodiny, Balthus sám, jeho žena a dcera.
- Kissin' My Puppy. Tokio: Rasukaru, 2005. ISBN 978-4-902388-05-3. Japonské hvězdy (aidoru tarento) a jejich psi. Krátké texty v japonštině.
- Shinoyama Kishin at Tokyo Disney Resort. Tokio: Kódanša, 2008. ISBN 978-4-06-339758-1. Pamětní sbírka fotografií pořízených na Tokyo Disney Resort při oslavách 25. výročí.
- (japonsky) Nihon núdo meisakušú (Japanese nudes). Camera Mainiči bessacu. Tokio: Mainiči Šinbunša, 1982. s. 24–25, 222–227 akty Šinojama.
- Nihon šašin no tenkan: 1960 nendai no hjógen (Innovation in Japanese Photography in the 1960s. Tokio: Tokijské muzeum fotografie, 1991.  Katalog výstavy, text v japonštině a angličtině. Str. 124–129 akty Š. K.

## Díla
- Five Seasons / Macuda Seiko (松田 聖子, 1986)
- Double Fantasy – fotografie na obálce John Lennon a Yoko Ono
- Chemical Reaction - album fotografií kapely Vodka Collins
- 135 Women
- The Geisha Series
- Accidents Series
- Tokyo Nude (1990)
- ŠINDŽUKU (1991)
- Water Fruit / Kanako Higuči (1991)
- NY & NY / Jurie Nitani (1991)
- Santa Fe / Rie Mijazawa (1991)
- TOKYO Future Century (1992)
- Food (1992)
- Balthus (1993)
- News 1 Mystery of T House (1994)
- News 2 [Miwako] (1994)
- News 3 DrugStore (1994)
- News 4 / Riona Hazuki (1994)
- Harue Mijamoto (1994)
- Hair (1994)
- Adolescence revolution (1994)
- Blue Book / Aja Kokumai (1995)
- Anna Umemiya's Diary of Love / Anna Umemija, Kendži Haga (1995)
- AKI MIZUSAWA PHOTOGRAPHY 1975-1995 (1995)
- Oozumou (1995)
- Yukio Mishima's House (1995)
- Hinano ga Pyon Pyon / Hinano Jošikawa (1995)
- Mai Hosho (1995)
- one, two, three / Saki Takaoka (1996)
- Teihon sakka no šigotoba (1996)
- Tokyo secret meeting (1997)
- ERI IŠIDA 1979 ＋ NOW (1997)
- Šinwa šódžo / Čiaki Kurijama (1997)
- Šódžo-tači no Okinawa (1997)
- Šódžokan (1997)
- Ningen Kankei (1997)
- Bora Bora / Čiaki Hara (1997)
- GEKISHA in HAWAII (1998)
- RIONA (1998)
- ELLIROSE (1998)
- Šašin wa sensóda! Genba kara no senkjó hókoku (1998)
- Sugita kaoru džojú-gokko (1998)
- VLADIMIR MALAKHOV (1998)
- NARCISSISME (1998)
- West by South / Hidžiri Kodžima (1999)
- Šódžo no jokubó jošino sajaka (1999)
- Man'no bidžutsu (1999)
- HARUMI INOUE LIVE (1999)
- SIMON PYGMALIONISME (2000)
- NUEL LEGRIS OPERA DE PARIS (2000)
- Touch / Manno Art (2000)
- Ranman / Mai Oikawa (2000)
- DRIVE (2000)
- Idols (2000)
- THE PAINTER'S HOUSE (2001)
- The Kabuki (2001)
- MAIKO KAWAKAMI (2001)
- Hinanogaču~cu / Hinano Jošikawa (2001)
- mye / Mje Kitadžima (2001)
- KIŠIN TAKARAZUKA GRAPH (2002)
- BACKSTAGE (2002)
- 20XX TOKYO

## Ceny a ocenění
- 1966 – Most Promising Young Photographer Prize (Nihon Hihjóka Kjókai Šindžinšó)
- 1980 – Mainichi Art Prize (Mainiči Geidžucušó)
- 1986 – Cena Higašikawy
- 1998 – Golden Eye Award